# Pompignan (Tarn-et-Garonne)
Pompignan é uma comuna francesa na região administrativa de Occitânia, no departamento de Tarn-et-Garonne. Estende-se por uma área de 12,17 km². Em 2010 a comuna tinha 1 510 habitantes (densidade: 124,1 hab./km²).

## Monumentos

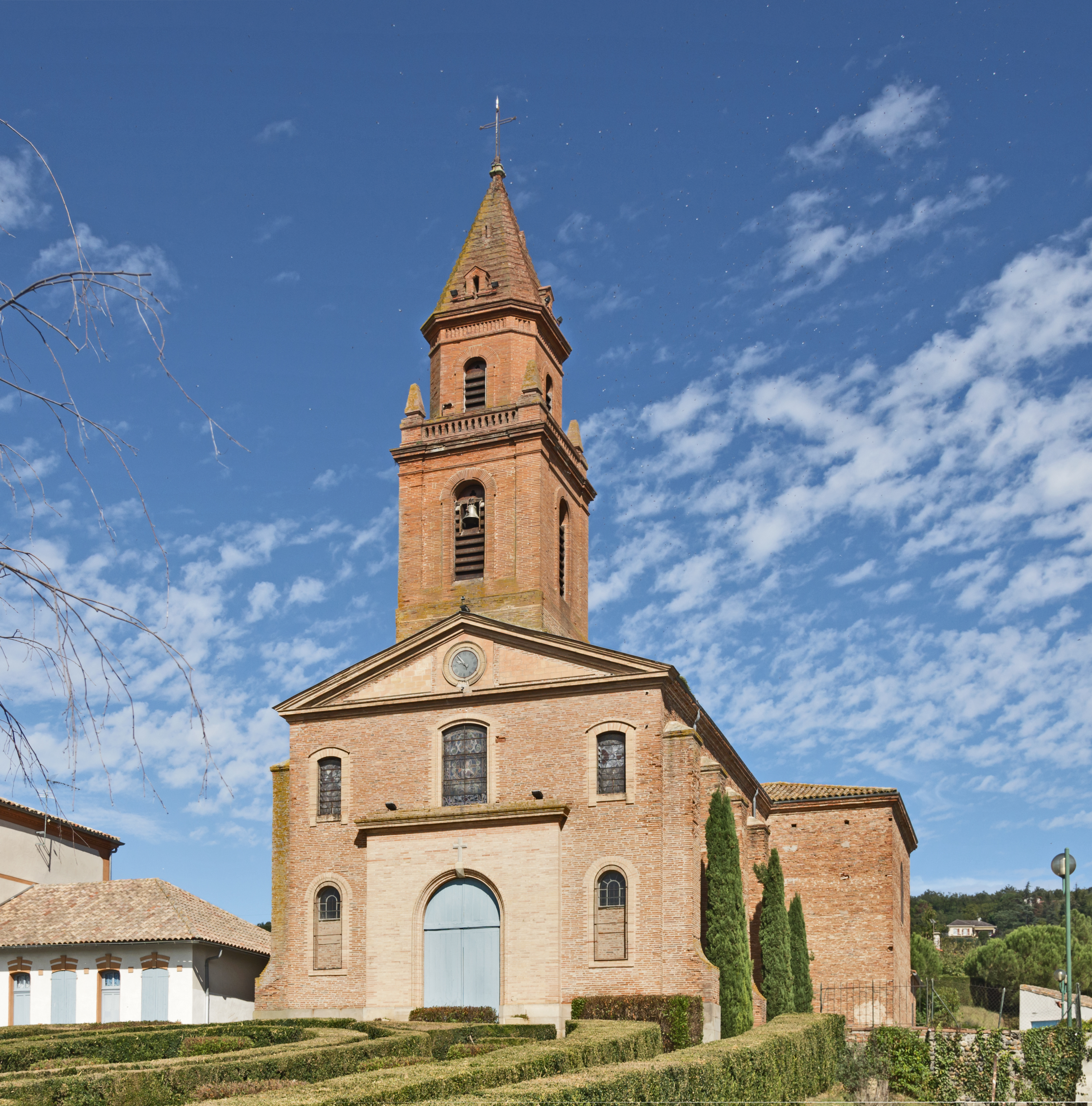
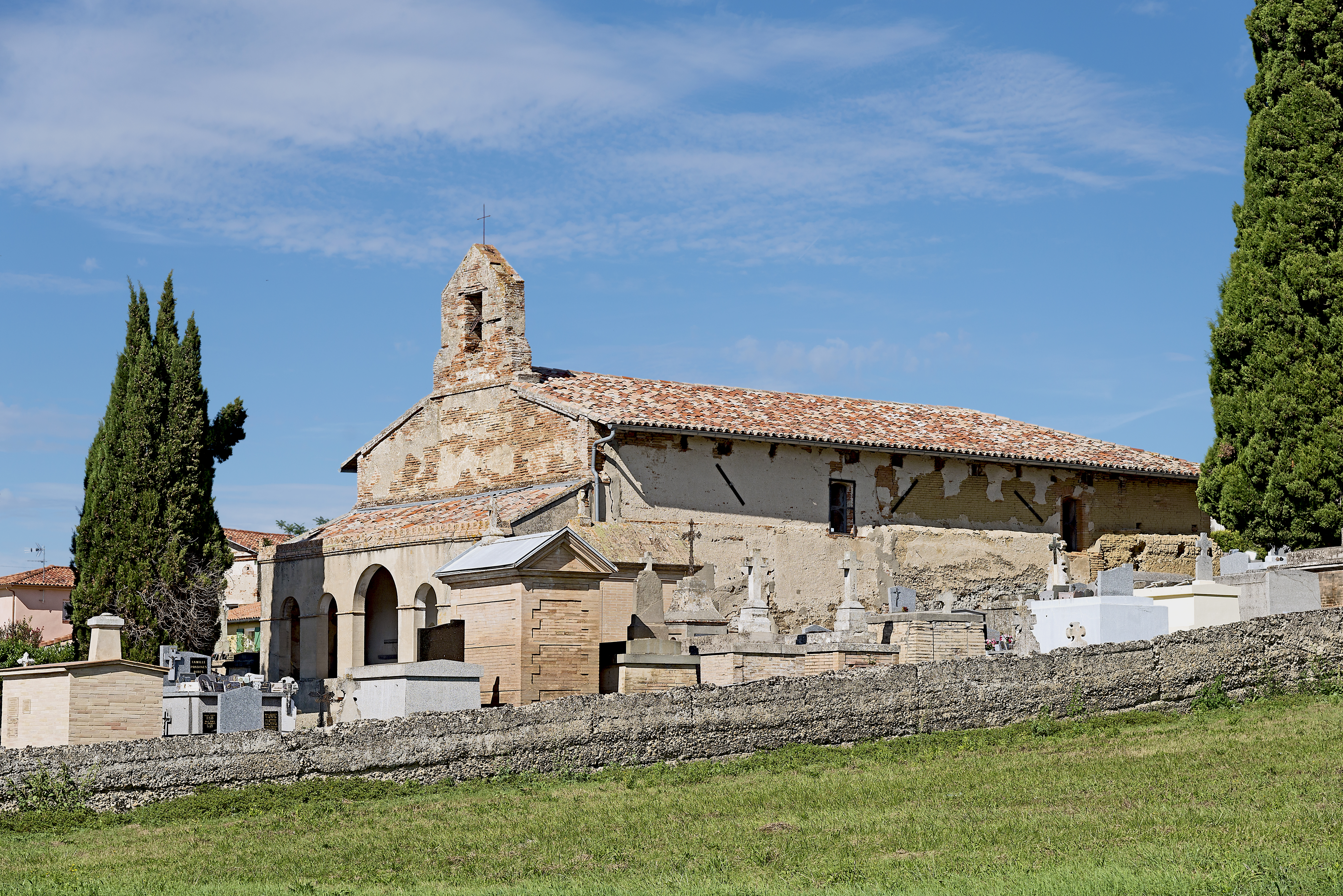
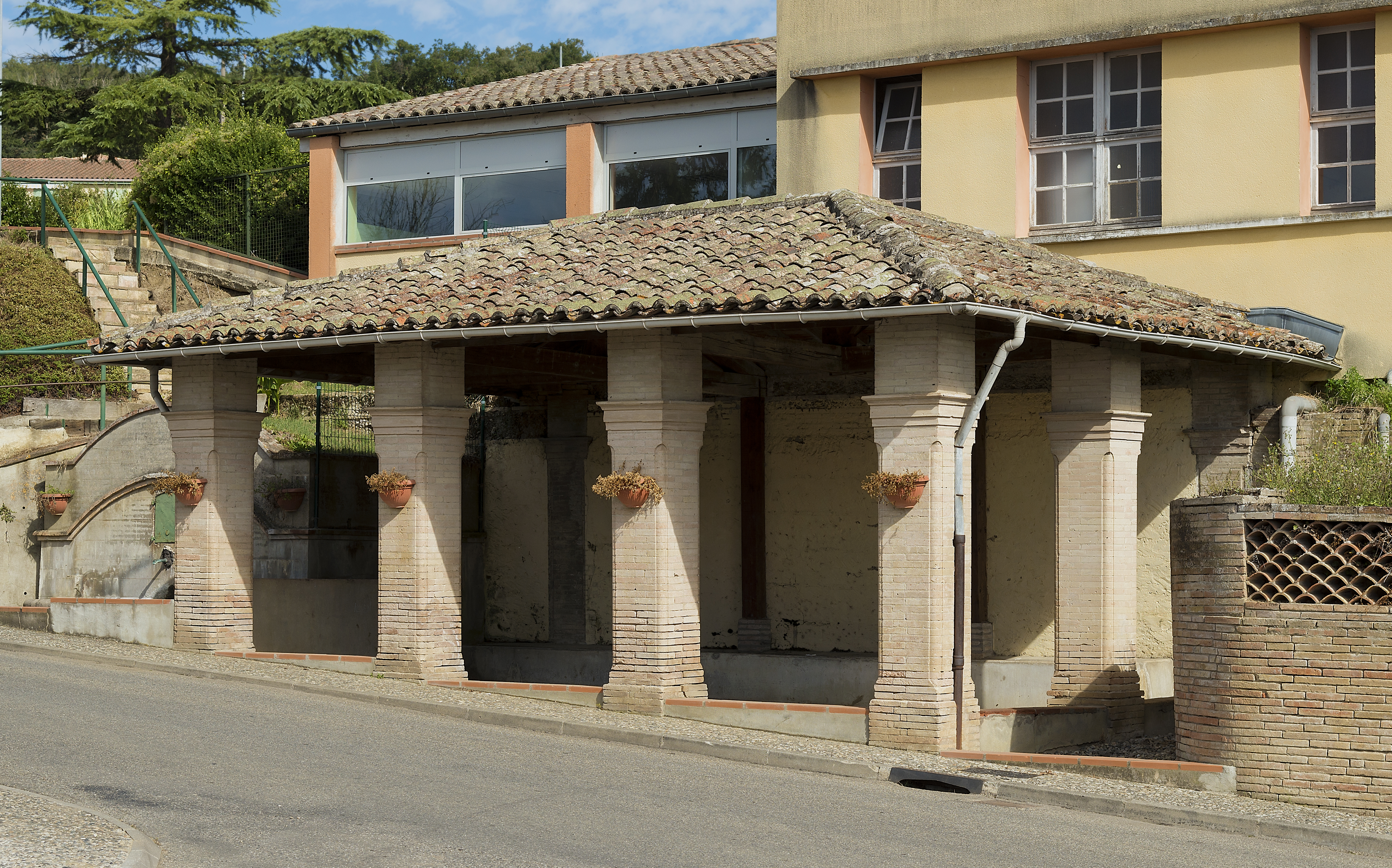